# آدم و حوا (فیلم ۱۹۴۹)
آدم و حوا (ایتالیایی: Adamo ed Eva) فیلمی کمدی به کارگردانی ماریو ماتولی است که در سال ۱۹۴۹ منتشر شد. از بازیگران آن می‌توان به نریو برناردی، توتو مینیونه و ماریو ریوا اشاره کرد.